# Старий Вовчинець
Стари́й Вовчи́нець — село в Україні, у Кам'янецькій сільській громаді Чернівецького району Чернівецької області.

## Назва
Після 1840 року на південь від сучасного села було засноване нове поселення, щоб не путатись, нове поселення почали називати Новий Вовчинець, а Вовчинець став «Старим Вовчинцем».

## Розташування
В селі розташований однойменний зупинний пункт, але потяги не зупиняються. Пасажирське сполучення здійснюється від найближчої залізничної станції Вадул-Сірет за 2 км від села.

## Історія
Перша письмова згадка про село Вовчинець датована 1703 роком. 
У 1774 році воно становиться власністю монастиря Барновського, а з 1780 року його разом з навколишніми селами починають заселяти російські старообрядці.
1900 році збудовано церкву Різдва Богородиці.
Мешканці села зазнали комуністичних репресій. Відомо про що найменше 60 жертв тоталітарного режиму — мешканцями Старого Вовчинця, які загинули в концтаборах у 1944-1945 роках.
1957 році вчителем історії Іваном Топалом засновано сільський музей.
З 1991 року в складі незалежної України.

## Населення
За переписом 1900 року в селі «Вовчинці» Серетського повіту був 491 будинок, проживали 2404 мешканці: 1769 українців, 545 румунів, 17 німців, 66 євреїв, 7 поляків.
Населення села складало близько 2050 осіб станом на 2001 рік.

## Відомі люди
- Копельман Леон Озіасович (1904-1982) — художник-аквареліст та графік, поєднував риси гравюр Ренесансу та експресіонізму.